# نشان شاهزاده هنری
نشان شاهزاده هنری (پرتغالی: Ordem do Infante Dom Henrique) یک نشان شوالیه گری پرتغالی است که در ۲ ژوئن ۱۹۶۰ (۱۲ خرداد ۱۳۳۹ خورشیدی) برای بزرگداشت پانصدمین سالگرد درگذشت شاهزاده هنری دریانورد، اینفانته (شاهزاده) پرتغالی، یکی از آغازگران اصلی عصر اکتشاف، ایجاد شد. اصلاحات جزئی مرتبط با این نشان در قانون اساسی پرتغال در سالهای ۱۹۶۲ و ۱۹۸۰ انجام شد.
این یک نشان دارای پنج رده است که عناوین آن برای خدمات مرتبط به پرتغال و برای خدمات در گسترش فرهنگ پرتغالی، تاریخ و ارزش‌های آن (با تمرکز ویژه بر تاریخ دریایی آن) اعطا می‌شود. تعداد اعضا در هر درجه توسط قانون اساسی محدود شده است و عناوین با فرمان خاصی توسط استاد بزرگ نظم، یعنی رئیس‌جمهور پرتغال اعطا می‌شود.

## درجات
این نشان دارای چندین رده بوده که به ترتیب کاهش ارشدیت، عبارتند از:
- طوق گردن آویز بزرگ (Grande-Colar - GColIH)
- صلیب بزرگ (Grã-Cruz- GCIH)
- افسر بزرگ (Grande-Oficial- GOIH)
- فرمانده (Comendador - ComIH)
- افسر (Oficial - OIH)
- شوالیه/بانو (Cavaleiro</ – CvIH / Dama – DmIH)

1. ↑  Ordem do Infante D. Henrique | Ordens Nacionais | Ordens Honoríficas Portuguesas